# Леляк колумбійський
Леля́к колумбійський (Nyctiphrynus rosenbergi) — вид дрімлюгоподібних птахів родини дрімлюгових (Caprimulgidae). Мешкає в Колумбії і Еквадорі.

## Опис
Довжина птаха становить 19-22,5 см, вага 52 г. Забарвлення переважно темно-коричневе. Голова сірувата, сильно поцяткована чорними плямками, спина сірувата, поцяткована коричневими і рудими плямками. надхвістя коричневе, поцятковане рудими плямками. Крила коричневі або бурі, поцятковані охристими коричнюватими і рудими плямками, на крилах дві помітні білі плями. Підборіддя темно-коричневе, на горлі велика біла пляма з чорними краями. Груди коричневі, поцятковані світлими плямками, живіт і боки чорнувато-бурі, поцятковані вузькими світло-сірими смужками. У молодих птахів білі плями на крилах відсутні, плямки на спині і грудях каштанові. Крик самця — гучні, дзвінкі посвисти "квор, квор, квор, квіір", а також крики, схожі на кумкання жаб: "квок", "кві-квок" і "клав". 

## Поширення і екологія
Колумбійські леляки мешкають на тихоокеанських схилах Колумбії і північно-західного Еквадору (Есмеральдас, північний захід Пічинчи і південний захід Імбабури). Вони живуть у вологих рівнинних тропічних лісах, на узліссях і галявинах, на берегах річок. Зустрічаються на висоті до 900 м над рівнем моря. Живляться комахами, яких ловлять в польоті. Сезон розмноження триває з березня по червень. Відкладають яйця просто на голу землю, в кладці 1-2 яйця.

## Збереження
МСОП класифікує стан збереження цього виду як близький до загрозливого. Колумбійським лелякам загрожує знищення природного середовища.